# Liubov Tiurina
Liubov Nikolayevna Tiurina (en ruso: Любовь Николаевна Тюрина; Moscú, 25 de abril de 1943-23 de octubre de 2015) fue una voleibolista rusa, campeona olímpica con la Unión Soviética en los Juegos Olímpicos de 1972 celebrados en Múnich, Alemania. También ganó la medalla de oro en el Campeonato Mundial de Voleibol Femenino de 1970 celebrado en Varna, Bulgaria.